# Меерович, Григорий Михайлович
Григорий Михайлович Меерович (29 марта 1908, Иркутск — 1969) — советский легкоатлет, выступавший в различных видах (спринтерский бег, барьерный бег, эстафетный бег, прыжок в длину и высоту), чемпион СССР в эстафетном беге. Заслуженный мастер спорта СССР (1948). Тренер. Актёр кино.

## Биография

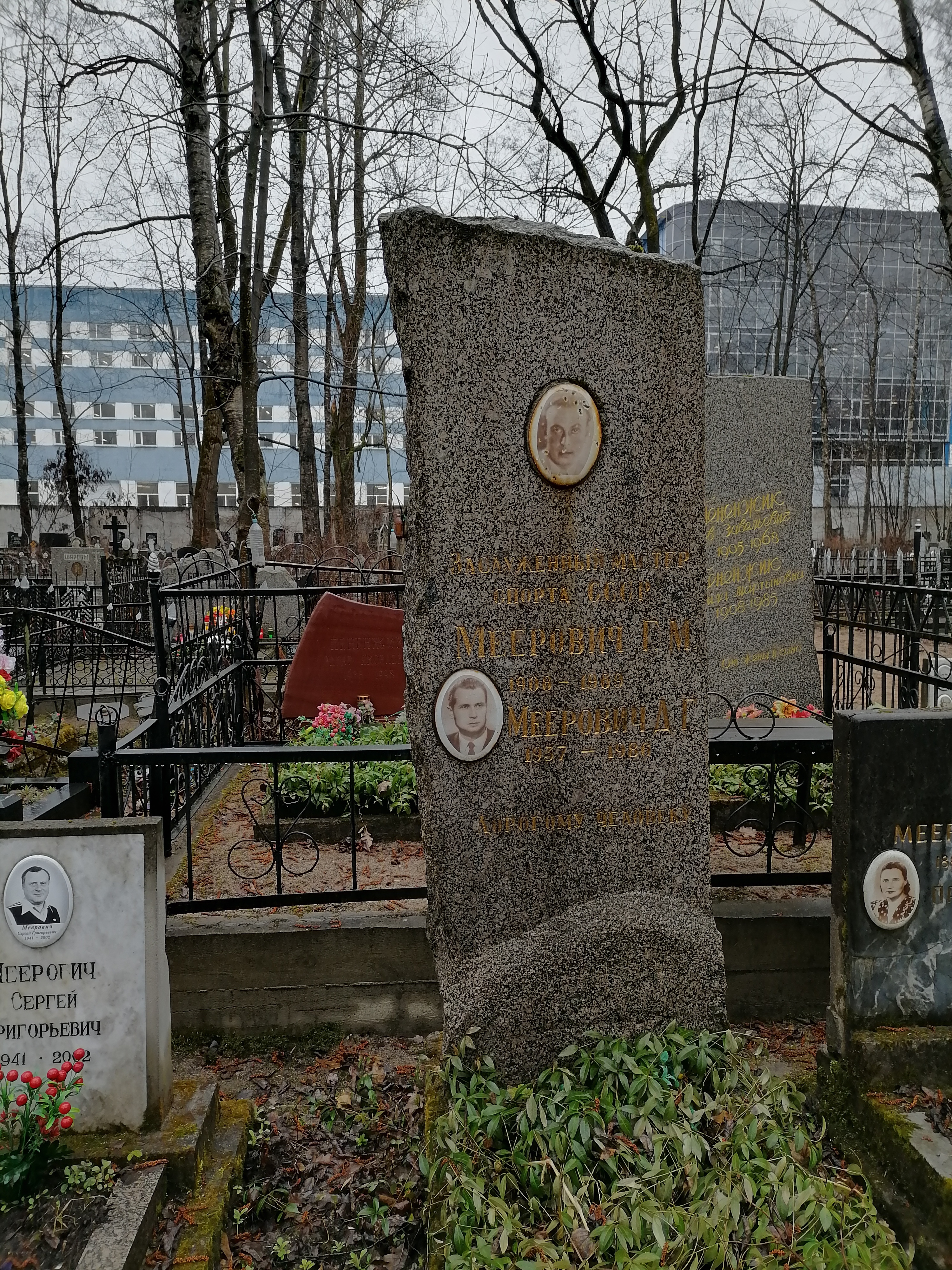
Могила на Серафимовском кладбище

Увлёкся спортом в 1923 году в Петрограде. Выступал за «Динамо» (Ленинград).
В 1927—1935 годах работал на студиях «Ленфильм» и «Украинфильм». Снимался в главных ролях в фильмах «Прыжок» (1928), «Цена человека» (1928), «Подземное солнце» (1930), «Здравствуй, Москва!», «Наши девушки», «Счастливый финиш» (1934), «Молодость» и ряде других.
В 1935—1936 годах стал мастером спорта СССР в спринте, барьерном беге, прыжках в длину и высоту. В 1948 году был удостоен звания Заслуженный мастер спорта СССР.
Был тренером спортивного общества «Динамо» (Ленинград), сборных командах общества ВЦСПС, команд Ленинграда и СССР.
В 1938 году стал преподавателем в Ленинградском техникуме физической культуры, затем — на кафедре лёгкой атлетики Университета имени Лесгафта.
Соавтор учебника по лёгкой атлетике для техникумов физической культуры (1951 и 1956).
Участник Великой Отечественной войны, призван в ноябре 1941 года. Был награждён орденом Красной Звезды и медалями.
Отличник физической культуры (1958). Избран в Зал славы Университета имени П. Ф. Лесгафта.
Похоронен на 33 участке Серафимовского кладбища в Санкт-Петербурге.

## Спортивные результаты
- Чемпионат СССР по лёгкой атлетике 1936 года:
  - Эстафета 4×100 метров —  (42,2 — рекорд СССР);
- Чемпионат СССР по лёгкой атлетике 1937 года:
  - Эстафета 4×100 метров —  (43,5);